# Oito princípios do yǒng
Os oito princípios do yǒng (chinês: 永字八法, pinyin: Yǒngzì Bā Fǎ; japonês: 永字八法/えいじはっぽう, eiji happō; coreano: 영자팔법, Yeongjapalbeop; vietnamita: Vĩnh Tự Bát Pháp/Tám Phương Pháp về Chữ Vĩnh) explicam a forma de escrever os oito traços que constituem o carácter chinês yǒng (永, "eternamente", "sempre"). Acreditava-se que a prática frequente desses princípios poderia assegurar beleza à escrita de um calígrafo.
Os oito princípios são influenciados pelos Sete Poderes (七勢) escritos pela senhora Wei Shuo (衛鑠) da dinastia Jin Oriental. As publicações sobre os princípios incluem:
- Louvar os oito princípios do yǒng (永字八法頌) de Liu Zongyuan (柳宗元) da dinastia Tang.
- Uma explicação dos oito princípios do yǒng (永字八法解) de Li Puguang (李溥光) da dinastia Yuan. Li estipulou nomes metafóricos com dois caracteres.

## Possíveis usos
Os nomes dos princípios e representações são: (obedecendo a sequência correta do traçado)
1. Cè (側), ou "lado; flanco"
  - Também conhecido por Diǎn (點), ou "gota"
  - Nome de Li: Guài Shí (怪石), ou "A Pedra Esquisita"
  - No alto
2. Lè (勒), ou "refrear o cavalo"
  - Também conhecido por Héng (橫), ou "horizontal"
  - Nome de Li: Yù Àn (玉案), ou "A Mesa de Jade"
  - Uma reta horizontal
3. Nǔ (弩 ou 努), ou "balista"
  - Também conhecido por Shù (竪) ou vertical; Tiěchǔ (鐵杵), ou "bastão de ferro"
  - Nome de Li: Tiězhù (鐵柱), ou "Coluna de Ferro"
  - Uma reta vertical
4. Tí (趯), ou "levantamento"
  - Também conhecido por Gōu (鉤), ou "gancho"
  - Nome de Li: Xiāzhuǎ (蟹爪), ou "A Garra do Caranguejo"
  - Um gancho para a esquerda
5. Cè (策), ou "chicote"
  - Também conhecido por Tiāo (挑), ou "levantar"; Tí (提), ou "elevar"
  - Nome de Li: Hǔyá (虎牙), ou "O Dente do Tigre"
  - Uma linha horizontal afilando na direção superior direita
6. Lüè (掠), ou "roçar; passar rente de"
  - Também conhecido por Piě (撇), ou "abandonar"; Wān(弯), ou "curvar; arquear; dobrar"
  - Nome de Li: Xījiǎo (犀角), ou "O Chifre do Rinoceronte"
  - Uma longa linha afilando ligeiramente na direção inferior esquerda
7. Zhuó (啄), ou "bicar; espicaçar; picar"
  - Também conhecido por Duǎn Piě (短撇), ou "inclinação curta"
  - Nome de Li: Niǎo Zhuó (鳥啄), ou "Pássaro Bicando"
  - Uma curta linha afilando na direção inferior esquerda
  - Em algumas ilustrações, este traço representa Wān (彎), ou "curva", apesar do traço curvo ser diferente.
8. Zhé (磔), ou "desmembramento"
  - Também conhecido por Nà (捺), ou "conter; reprimir", e Bō (波), ou "onda"
  - Nome de Li: Jīndāo (金刀), ou "Dao Dourado"
  - Linha mais grossa na direção inferior direita, onde se parece com uma "como uma faca afiada" (daí o nome "desmembramento")

Além destes oito traços, existem pelo menos duas dúzias de traços modificados ou completamente diferentes.